# Paterson Football Club
Il Paterson F.C. era una società calcistica statunitense con sede a Paterson.
Nel 1917 i Paterson F.C. entrarono a far parte della National Association Football League, vincendo subito il campionato del 1917-1918.
Nel 1921 molte squadre della NAFBL lasciarono il campionato per formare la American Soccer League (come i Philadelphia Field Club, New York Soccer Club e i Harrison Field Club) il Paterson decise di non unirsi a loro.
Un anno dopo entrò nel campionato ma vi restò per una sola stagione, 1922-1923. Dopo la stagione la società fu acquistata da Maurice Vandeweghe che la spostò a New York e la rinominò New York Giants.
Vinsero una volta la National Challenge Cup (US Open Cup) nel 1923.

## Giocatori
- Archie Stark
- Peter Renzulli
- Davey Brown
- Robert Hosie
- Peter Sweeney
- William Fryer
- Thomas Duggan (o Dugan)
- Johnny McGuire
- Frank McKenna
- Willie Herd
- John Hemingsley
- Reynolds
- Whitehead
- Adams
- Irvine

## Palmarès

### Competizioni nazionali
- U.S. Open Cup: 1

1922-1923

### Altri piazzamenti
- U.S. Open Cup:

Finalista: 1918-1919